# Titanidiops lacustris
Espèce
Synonymes
- Acanthodon lacustris Pocock, 1897

Titanidiops lacustris est une espèce d'araignées mygalomorphes de la famille des Idiopidae.

## Distribution
Cette espèce est endémique de Tanzanie. Elle se rencontre vers Kinyamholo.

## Description
La femelle holotype mesure 19 mm.

## Systématique et taxinomie
Cette espèce a été décrite sous le protonyme Acanthodon lacustris par Pocock en 1897. Elle est placée dans le genre Titanidiops par Simon en 1903.

## Publication originale
- Pocock, 1897 : « On the spiders of the suborder Mygalomorphae from the Ethiopian Region, contained in the collection of the British Museum. » Proceedings of the Zoological Society of London, vol. 1897, p. 724-774 (texte intégral).